# Acle
Acle is een civil parish in het bestuurlijke gebied Broadland, in het Engelse graafschap Norfolk. De plaats telt 2824 inwoners.

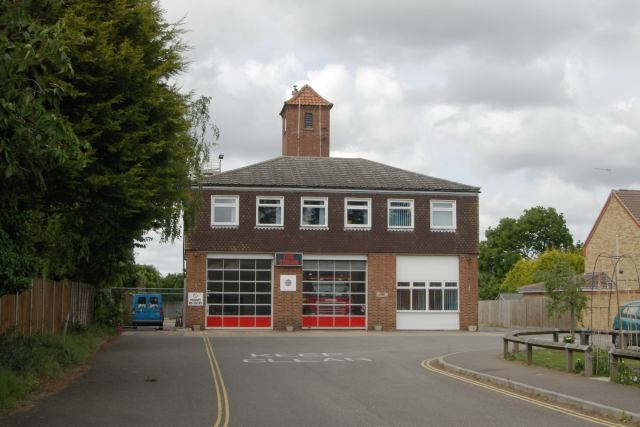
Brandweerkazerne